# Route comtale 226 (Suède)
La route comtale 226 (en suédois : Länsväg 226) ou Huddingevägen  est une route régionale qui relie Årsta dans le commune de Stockholm et Vårsta dans le commune de Botkyrka en Suède,.

## Présentation
La route départementale 226  commence au carrefour d'Årsta de la Södra Länken et continue comme autoroute urbaine jusqu'à l'intersection Sockenvägen/Östbergavägen, puis comme route à quatre voies jusqu'à Flemingsberg.
Elle croise traverse les routes comtales 229, 271, 259, 258 et 225.
La route Huddingevägen est, avec  la Södertäljevägen (sv) et la Nynäsvägen, l'une des principales voies d'entrée de Stockholm par le sud. 
Sa longueur est de 24 kilomètres.

## Tracé
| Km    | Lieu         | Carte interactive |
| ----- | ------------ | ----------------- |
| 0 km  | Årsta        |                   |
|       | Huddinge     |                   |
|       | Flemingsberg |                   |
|       | Tullinge     |                   |
|       | Tumba        |                   |
| 23 km | Vårsta       |                   |

## Galerie

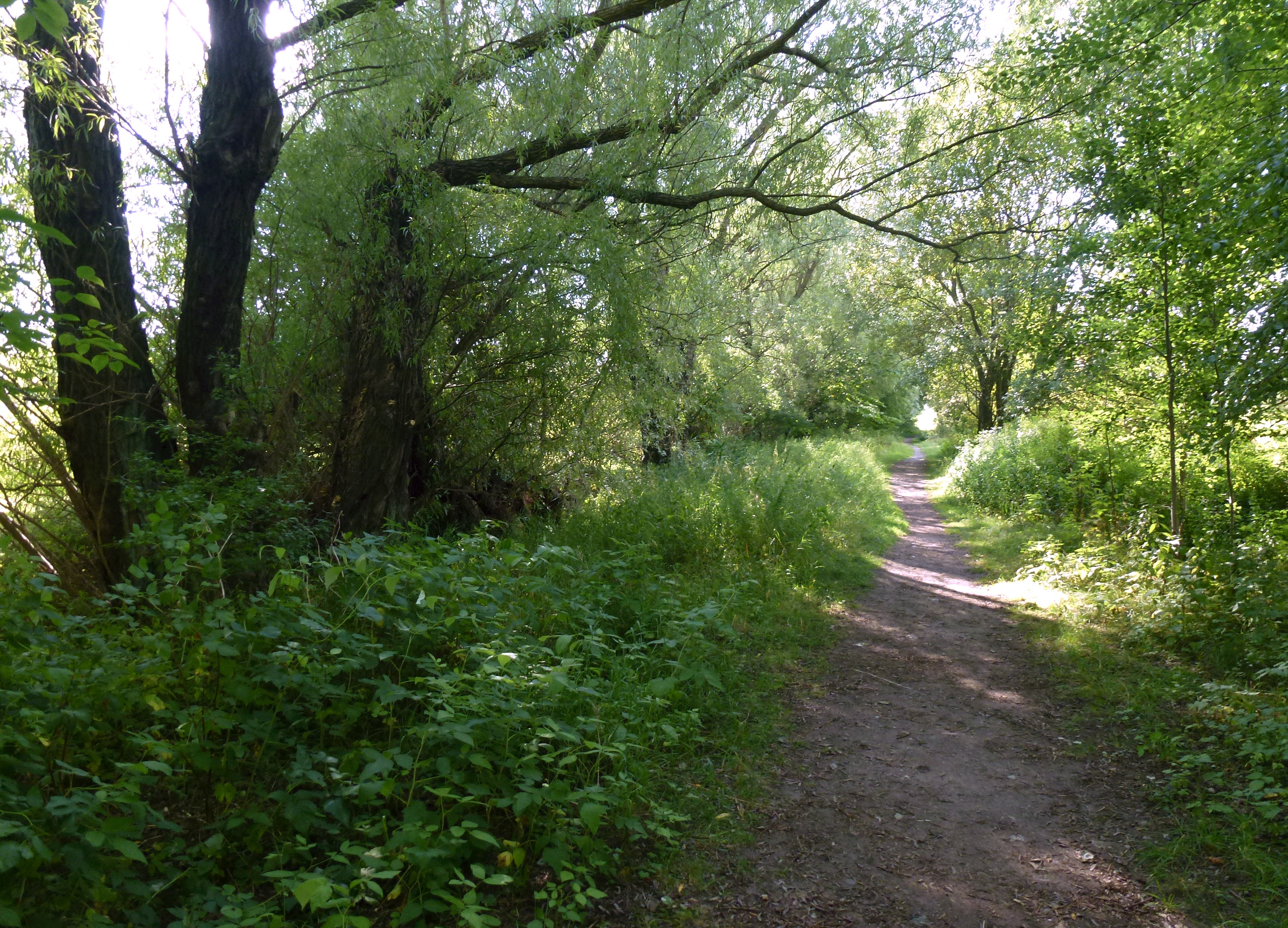
Huddingevägen à Årstafältet, 2014
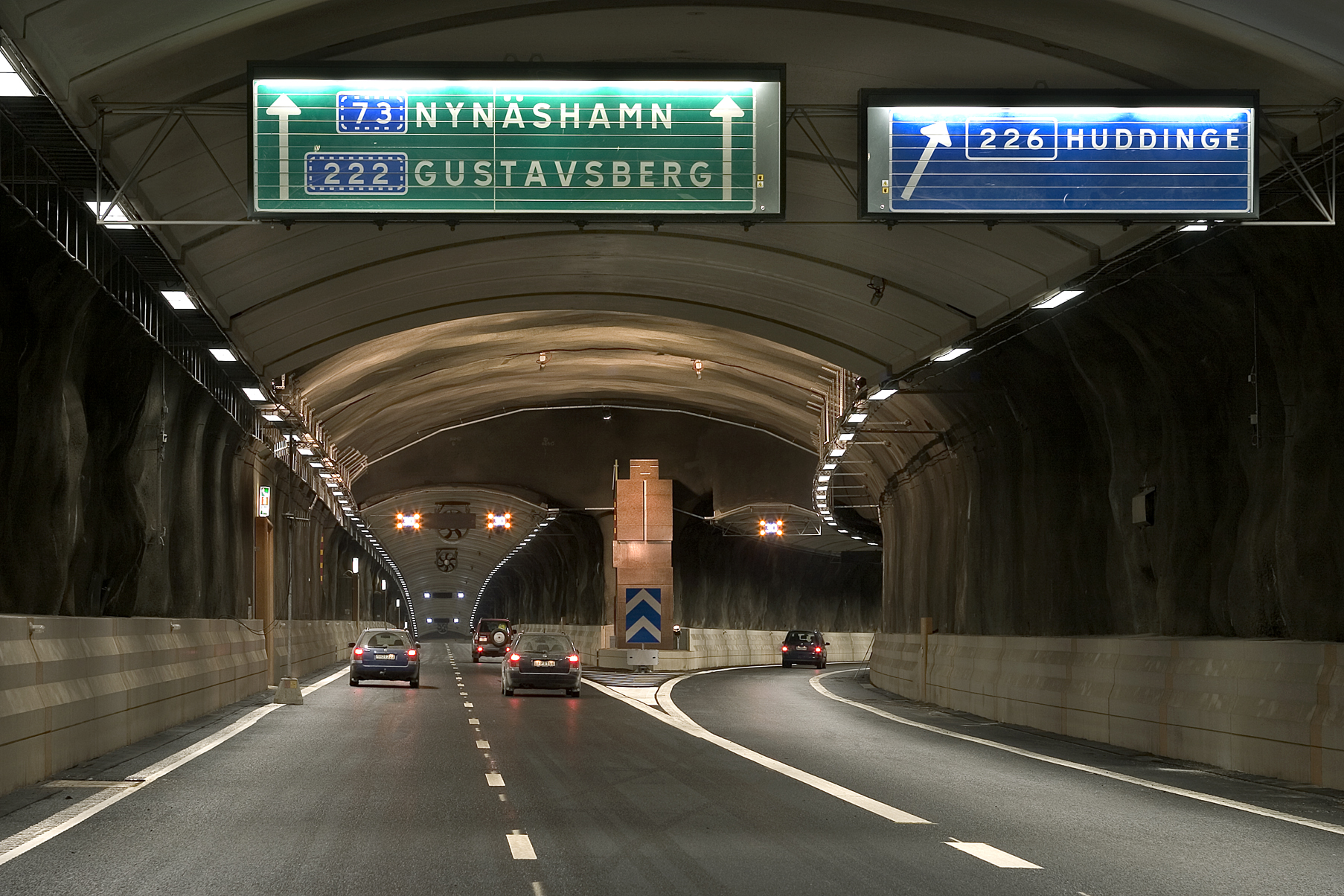
Sortie de Södra länken en direction de la Huddingevägen/Länsväg 226, 2004
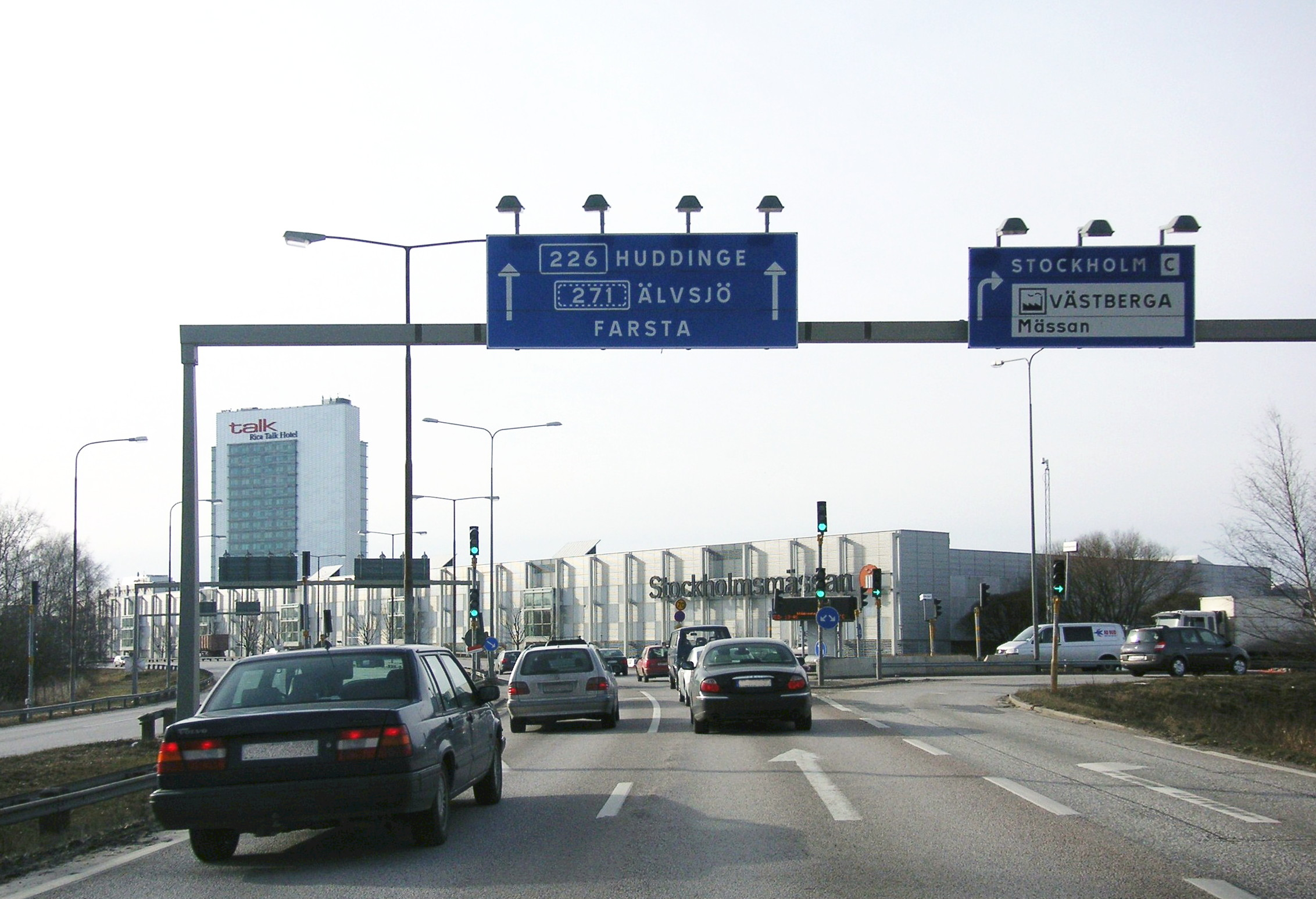
Huddingevägen à Stockholmsmässan, 2008
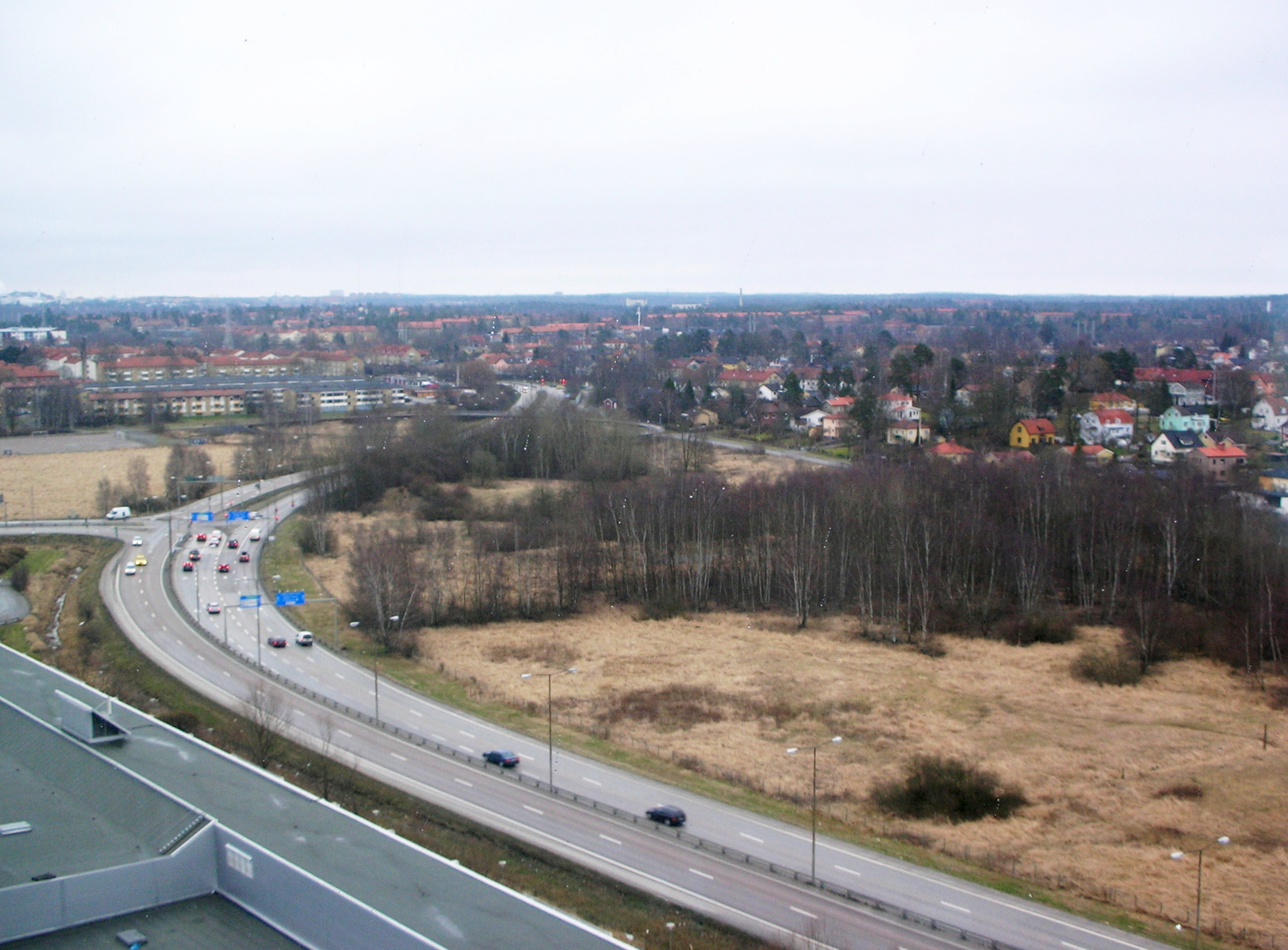
Huddingevägen vue du Rica Talk Hotel, 2008.

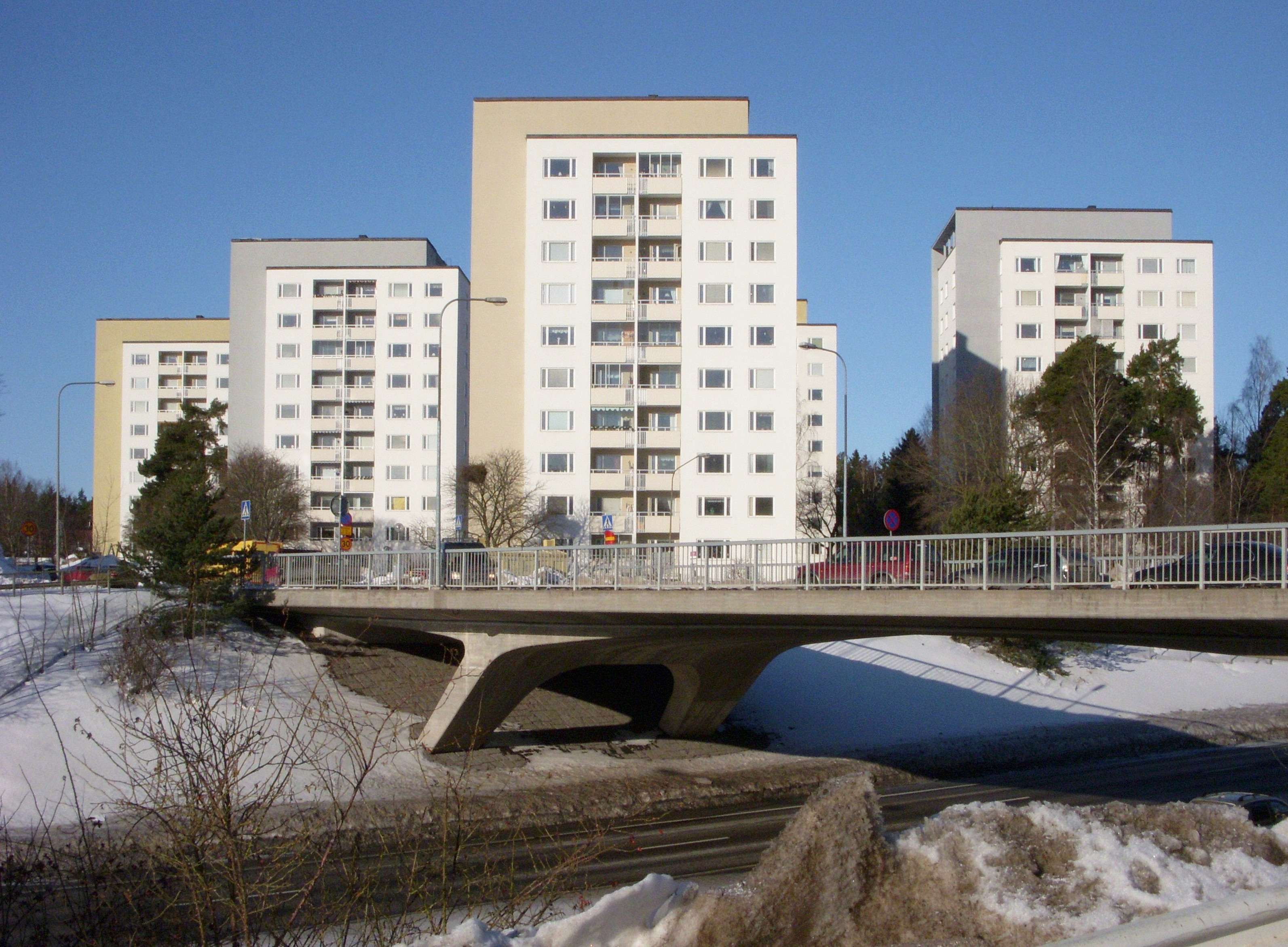
Le pont de Olshammarsgatan sur l'Huddingevägen, 2011
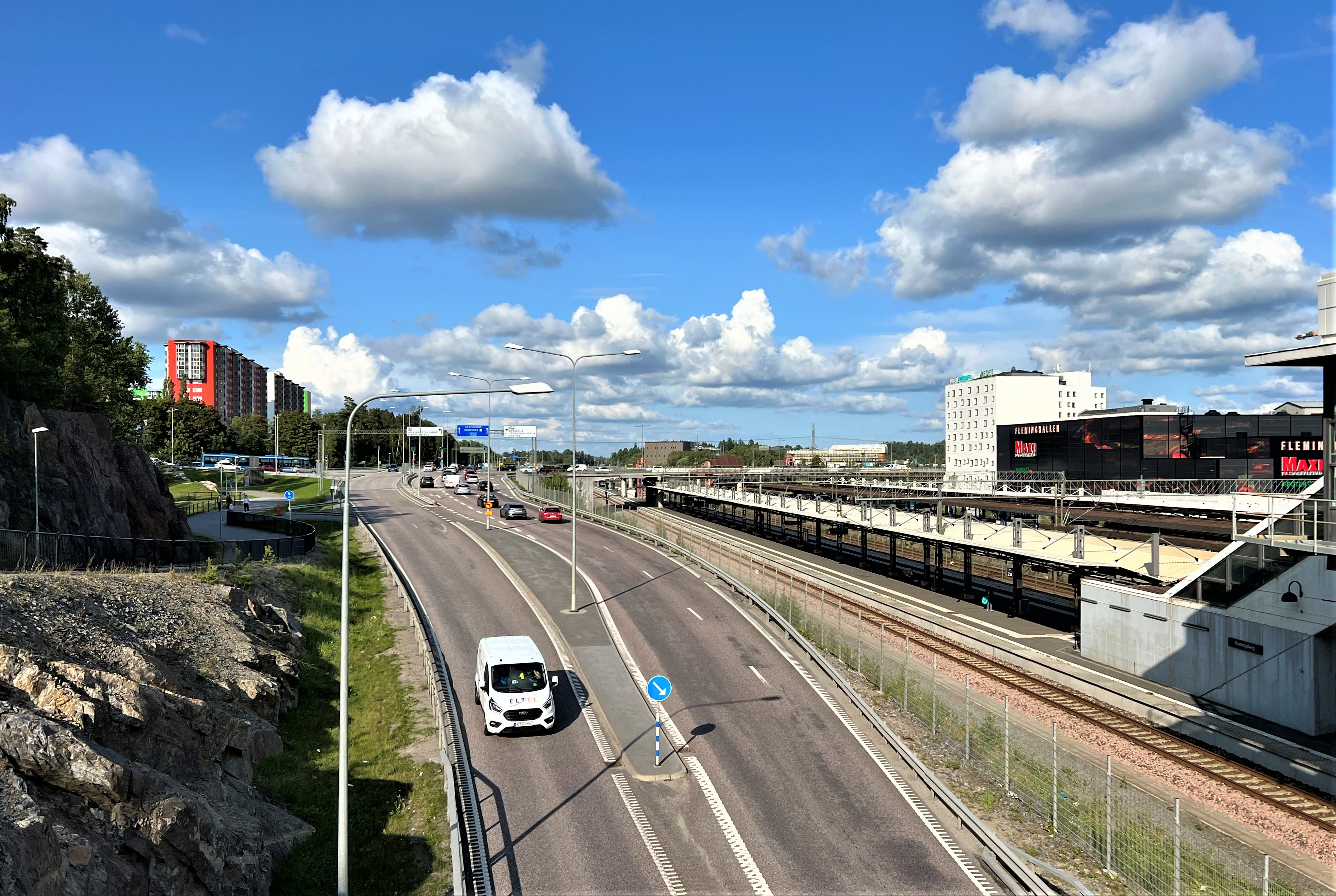
Huddingevägen de la gare de Flemingsberg, 2023
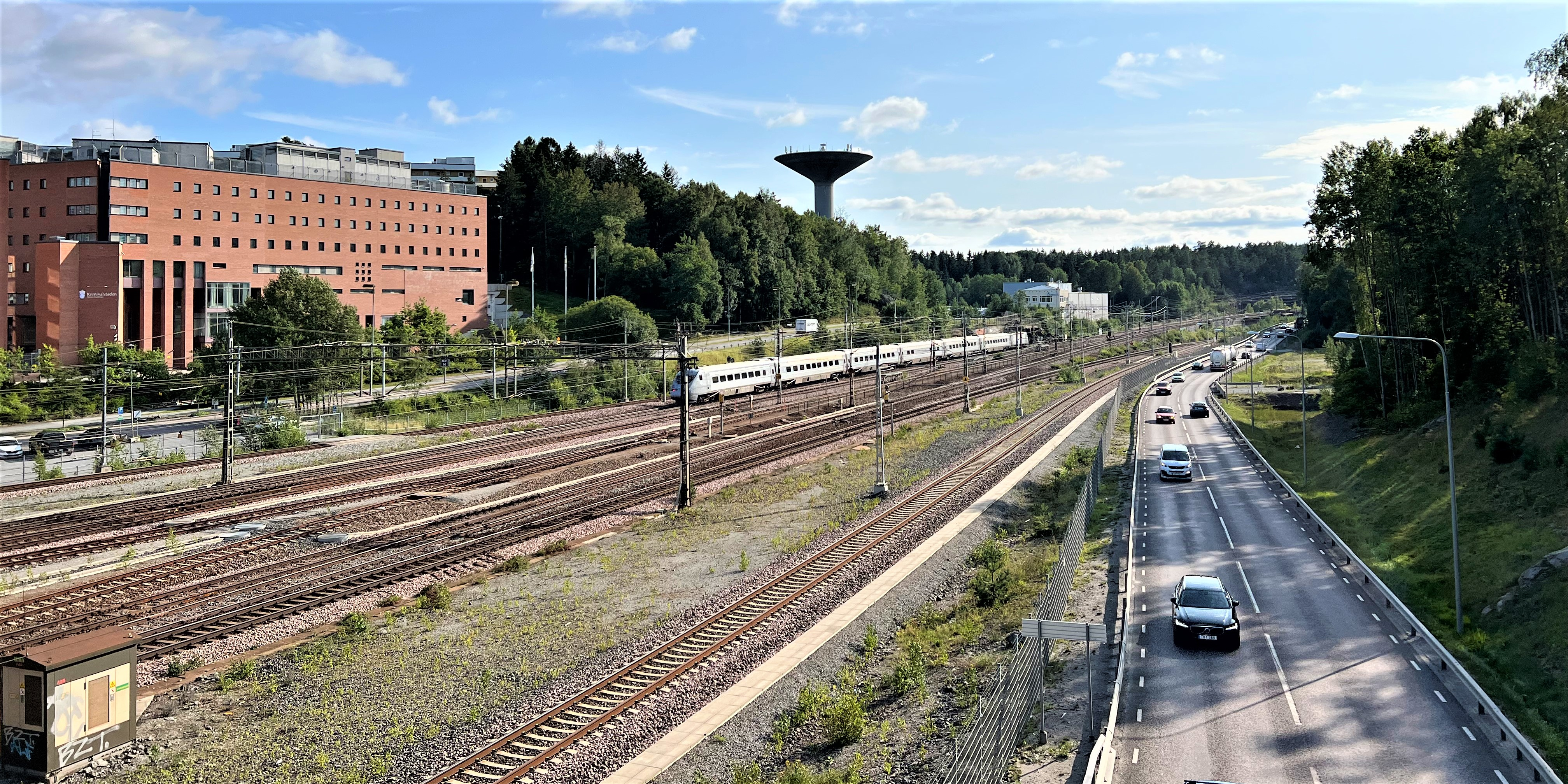
Huddingevägen de la gare de Flemingsbergs, le chateau d'eau decFlemingsberg en arrière-plan, 2023